# Sac à vêtements

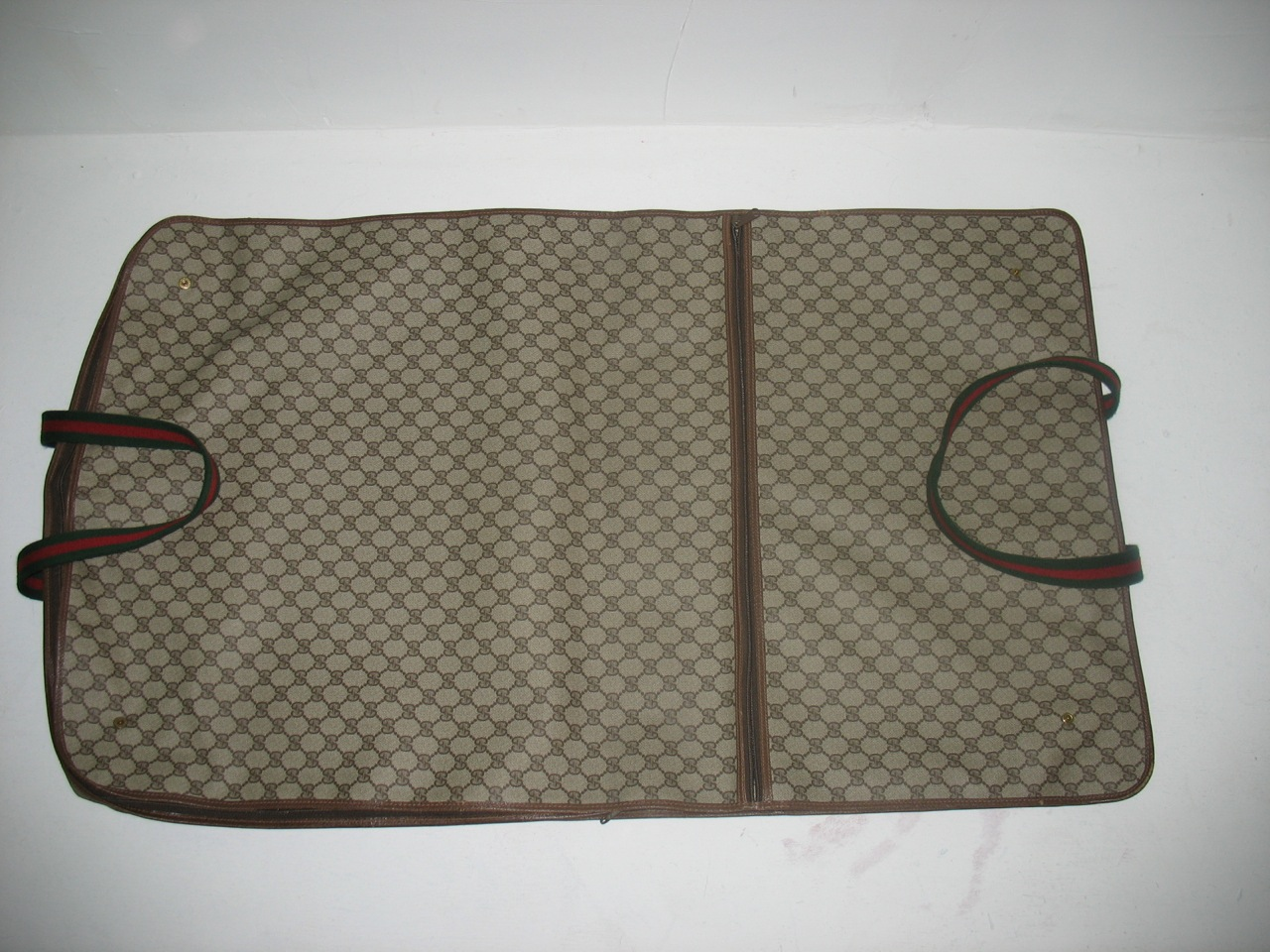
Sac à vetements.

Un sac à vêtements  ou sac de vêtements est un sac en matériau souple utilisé pour transporter des vêtements, complets-vestons, robes, smokings, chemises… sans les plier ni les froisser, ou pour les stocker à l'abri de la poussière, suspendus sur une tringle ou dans une armoire avec des cintres.

## Utilisation
Les sac à vêtements sont utilisés pour : 
- le stockage des costumes et vêtements, suspendus dans l'armoire ;
- protéger les vêtements de la poussière, la saleté et les odeurs ;
- transporter et garder les vêtements en parfait état pendant les voyages[2] ;
- classer les vêtements aux magasins, permettant l'inspection de son intérieur à travers une fenêtre d'identification.

## Types
Les modèles plus simples ont généralement une fermeture éclair qui s'ouvre de haut en bas, au milieu d'un côté. Ils sont fabriqués employant différents matériaux : tissu, cuir, plastique… Les plus grands modèles peuvent être équipés de roues.
Plusieurs modèles présentent une poignée pour le transport ou une sangle pour les soutenir sur l'épaule. Ils sont de différentes formes et tailles en fonction de la longueur des vêtements qu'ils doivent contenir. Certains sacs à vêtements à deux poignées peuvent être pliés en deux pour faciliter leur transport avec une seule main.

## Qualités et tailles
Il y a un grand choix de sacs à vêtements sur le marché, dans toutes les gammes de prix. Comme avec tous les types de bagages, il faut choisir celui qui convient le mieux aux besoins, considérant d'abord le temps de déplacement ainsi que les vêtements qu'on doit y placer.
Il y a jusqu'à quatre tailles de sacs de vêtements, à savoir : 80, 90, 110 ou 130 centimètres de long. Si l'on choisi la taille la plus longue, il faut vérifier que l'on peut le plier en trois afin de pouvoir le glisser sous le siège de l'avion.